# Charles Edgar Schoenbaum
Charles Edgar Schoenbaum (* 28. April 1893 in Los Angeles, Kalifornien; † 23. Januar 1951 in Beverly Hills, Kalifornien) war ein US-amerikanischer Kameramann.

## Leben
Schoenbaum begann seine Tätigkeit als Kameramann von Cecil B. DeMille im Jahr 1917 und blieb bis zu seinem Tod im Januar 1951 als solcher tätig. Er war an mehr als 100 Produktionen beteiligt, darunter in den 1920er Jahren an Filmen von Victor Fleming.
Zusammen mit Robert H. Planck war Schoenbaum 1950 für die Filmproduktion Kleine tapfere Jo für den Oscar in der Kategorie Beste Kamera nominiert.

## Filmografie (Auswahl)
- 1924: Verwöhnte junge Damen (Empty Hands)
- 1925: Der Untergang der roten Rasse (The Vanishing American)
- 1926: Der Schrecken der Steinwüste (Desert Gold)
- 1926: Banditenehre (Forlorn River)
- 1926: Bedrohte Grenzen (The Last Frontier)
- 1927: Der Meuchelmörder von Nevada (Nevada)
- 1928: Der weiße Harem (Beau Sabreur)
- 1929: Cilly
- 1930: Banditenlied (The Rogue Song)
- 1932: Wenn ich eine Million hätte (If I Had a Million)
- 1939: Way Down South
- 1943: Hi Diddle Diddle
- 1945: Abbott und Costello in Hollywood (Bud Abbott and Lou Costello in Hollywood)
- 1946: Eine Falle für den Banditen (Bad Bascomb)
- 1947: Cynthia
- 1947: Good News
- 1948: Lassies Heimat (Hills of Home)
- 1948: Annie Was a Wonder
- 1949: Kleine tapfere Jo (Little Women)
- 1949: Lassie in Not (Challenge to Lassie)
- 1950: Blutiger Staub (The Outriders)
- 1950: Stars in My Crown
- 1950: Die Venus verliebt sich (Duchess of Idaho)